# Thorit
Das Mineral Thorit ist ein eher selten vorkommendes Inselsilikat aus der Zirkongruppe und hat die chemische Zusammensetzung (Th,U)[SiO4]. Durch Substitution kann es beträchtliche Mengen anderer Elemente enthalten, insbesondere Zirconium und Uran anstelle von Thorium.
Es kristallisiert im tetragonalen Kristallsystem und entwickelt meist quadratische, prismatische oder pseudo-oktaedrische Kristalle bis etwa 8 cm Größe, aber auch massige Aggregate von gelboranger, bräunlichgelber, brauner bis schwarzer, selten auch grüner Farbe und helloranger bis dunkelbrauner Strichfarbe.

## Besondere Eigenschaften
Das Mineral ist durch seinen Gehalt an Thorium (max. 71,6 %) und Uran (je nach Grad der Substitution von Thorium) als sehr stark radioaktiv eingestuft und weist eine spezifische Aktivität von etwa 32 kBq/g auf (zum Vergleich: natürliches Kalium 31,2 Bq/g). Aufgrund der starken Radioaktivität ist es zudem oft metamikt, das heißt sein Kristallgitter ist zerstört, wobei durch die zunehmende Zerstörung des Kristallgitters auch die Farbe immer dunkler wird, von Braun bis schließlich Schwarz.

## Etymologie und Geschichte
Erstmals entdeckt wurde Thorit 1828 vom Pfarrer Morten Thrane Esmark auf der norwegischen Insel Løvøya (Løvø) im Langesundsfjord in der norwegischen Provinz Telemark und 1829 wissenschaftlich beschrieben durch Jöns Jakob Berzelius, der das Mineral nach dem in der Formel enthaltenen chemischen Element Thorium benannte.

## Klassifikation
In der mittlerweile veralteten, aber noch gebräuchlichen 8. Auflage der Mineralsystematik nach Strunz gehörte der Thorit zur Abteilung der „Inselsilikate (Nesosilikate)“, wo er zusammen mit Coffinit, Hafnon, Reidit, Thorogummit und Zirkon eine eigenständige Gruppe bildete.
Die seit 2001 gültige und von der IMA verwendete 9. Auflage der Strunz'schen Mineralsystematik ordnet den Thorit ebenfalls in die Abteilung der „Inselsilikate“ ein. Diese Abteilung ist allerdings weiter unterteilt nach dem Vorhandensein weiterer Anionen und der Koordination der Kationen, so dass das Mineral entsprechend seiner Zusammensetzung in der Unterabteilung der „Inselsilikate ohne weitere Anionen; mit Kationen in oktahedraler [6] und gewöhnlich größerer Koordination“ zu finden ist, wo es zusammen mit die unbenannte Gruppe 9.AD.30 bildet.
Die Systematik der Minerale nach Dana ordnet den Thorit ebenfalls in die Klasse der „Silikate und Germanate“ und dort in die Abteilung der „Inselsilikate“ ein. Dort ist er, ebenfalls zusammen mit Coffinit, Hafnon, Thorogummit und Zirkon, in der „Zirkongruppe“ mit der System-Nr. 51.05.02 innerhalb der Unterabteilung „Inselsilikate mit SiO4-Gruppen und nur mit Kationen in >[6]-Koordination“ zu finden.

## Modifikationen und Varietäten
Die Verbindung (Th,U)[SiO4] ist polymorph, das heißt, sie tritt in der Natur neben dem tetragonalen Thorit auch als monokliner Huttonit auf. 
Orangit ist eine kristallisierte, orangefarbene oder gelbe Varietät von Thorit; Uranothorit mit viel U, MacIntoshit mit U und Ce, Auerlith mit P anstelle von Si.

## Bildung und Fundorte

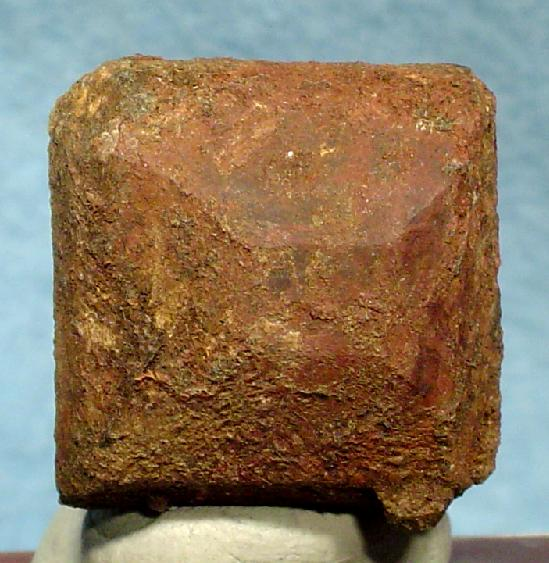
Idiomorpher Thoritkristall

Thorit ist ein typisches Mineral in granitischen Pegmatiten, die an inkompatiblen Elementen angereichert sind. Weiterhin findet sich Thorit in sehr geringer Menge in zahlreichen magmatischen und metamorphen Gesteinen. Begleitminerale sind unter anderem Zirkon, Monazit, Gadolinit, Fergusonit, Uraninit, Yttrialith-(Y) und Pyrochlor.
Weltweit konnte Thorit bisher (Stand: 2010) an rund 660 Fundorten nachgewiesen werden, so in Ägypten, Armenien, Australien, Bolivien, Brasilien, China, Deutschland, Eswatini, Finnland, Frankreich, Grönland, Guyana, Indien, Indonesien, Italien, Japan, Kanada, Kasachstan, Kirgisistan, Nord- und Südkorea, Madagaskar, Malawi, Marokko, Mexiko, Mongolei, Myanmar, Neuseeland, Nigeria, Norwegen, Österreich, Pakistan, Paraguay, Polen, Portugal, Russland, Sambia, Saudi-Arabien, Schweden, Slowakei, Spanien, Südafrika, Tadschikistan, Tschechien, Ukraine, Ungarn und den Vereinigten Staaten von Amerika (USA).

## Kristallstruktur
Thorit kristallisiert tetragonal in der Raumgruppe I41/amd (Raumgruppen-Nr. 141) mit den Gitterparametern a = 7,13 Å und c = 6,32 Å sowie 4 Formeleinheiten pro Elementarzelle.